# Андраш Батори
Андраш Батори (на унгарски: Báthory András; на латински: Andreas Bathoreus; на полски: Andrzej Batory) е княз-епископ на Вармия (1589-1599), принцепс на Трансилвания (1599).
През 1578-1583 г. Андраш Батори учи в полския йезуитски колеж в Пултуск. През 1581 г. получава ранг каноник на Вармия, а през 1583 г. става пробст на Мехов. Продължава църковното си образование в Рим и през 1584 г. получава ранг епископ-коадютор на Вармия. Също през 1584 г. той получава ранг „кардинал“. През март 1589 г. Анджей (Андраш) Батори получава ранг на епископ на Вармия.
През март 1599 г. трансилванският владетел Сигизмунд Батори се отказва от княжеския трон в полза на своя братовчед, принц-епископ на Вармия и кардинал Анджей Батори, протеже на Жеч Посполита. На 18 октомври 1599 г. в битката при Шелимбър Анджей Батори е победен от армията на влашкия владетел Михаил Храбри, който окупира Трансилвания. Анджей Батори губи княжеския си трон и бяга в Молдова, но по пътя е убит от секелите.